# Viejas Arena
La Viejas Arena, officiellement Viejas Arena at Aztec Bowl et anciennement Cox Arena, est une salle omnisports du campus de l'université d'État de San Diego.
Avec ses plus de 12 000 places, elle accueille les matchs de l'équipe masculine et féminine de basket-ball universitaire des Aztecs de San Diego State qui jouent en Division I de la National Collegiate Athletic Association (NCAA). La salle peut aussi accueillir des concerts.

## Événement
- Le 12 juillet 1998, l'arène est l'hôte de WCW Bash at the Beach un ppv important à la WCW et a accueilli 10 095 personnes
- Le 20 octobre 2013, l'arène est l'hôte de Bound for Glory qui est le ppv le plus important de l'année à la TNA et a accueilli 3 500 personnes
- Le 2 juin 2014, Lady Gaga fera un concert pour la artRAVE: The ARTPOP Ball Tour